# ستویچووتسی
ستویچووتسی (به بلغاری: Stoychovtsi) یک منطقهٔ مسکونی در بلغارستان است که در شهرستان گابروو واقع شده‌است.